# Twentieth Century Pictures
Twentieth Century Pictures (20th Century Pictures) fue una compañía de producción cinematográfica independiente de Hollywood creada en 1933 por Joseph Schenck (expresidente de United Artists) y Darryl F. Zanuck de Warner Bros.

## Historia
La empresa nace con el respaldo financiero que provenía del hermano menor de Schenck, Nicholas Schenck, presidente de Loew's, que pertenecía a Metro-Goldwyn-Mayer (MGM), y de Louis B. Mayer de MGM, que quería una posición para su yerno, William Goetz. El producto de la compañía fue distribuido por United Artists (UA), y arrendó el espacio de los estudios de Samuel Goldwyn.

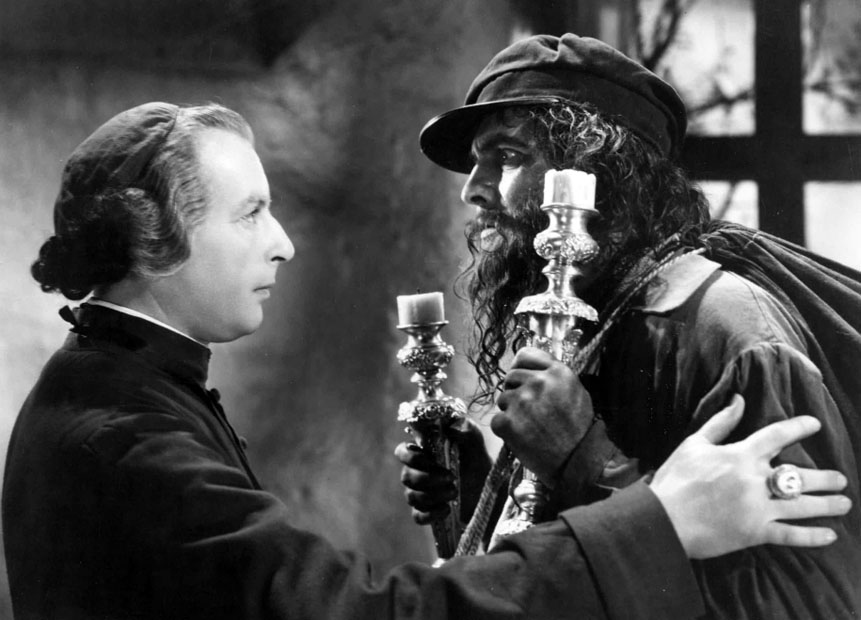
Cedric Hardwicke y Fredric March en Les Misérables

Schenck fue presidente de Twentieth Century, mientras que Zanuck fue nombrado Director de Producción, y Goetz y Raymond Griffith vicepresidentes. Sus estrellas iniciales bajo contrato fueron George Arliss, Constance Bennett y Loretta Young; Sin embargo la conexión de Goetz daba a suponer que el talento era prestado por Metro-Goldwyn-Mayer. La empresa tuvo éxito desde el principio; De sus primeras 18 películas, sólo una, Born to Be Bad, no fue un éxito financiero. Su producción de 1934, The House of Rothschild fue nominada para un Academy Award a la Mejor Película. En 1935, produjeron la película clásica Les Misérables, de la novela de Víctor Hugo, también fue nominada a Mejor Película.
En el invierno de 1934, Zanuck comenzó a negociar con la junta United Artists para adquirir acciones de la empresa y convertirse en un miembro de la junta, pero se molestó por la negativa de Mary Pickford, (cofundadora de UA), temerosa de que esto diluyera el valor de las tenencias de otro accionista y cofundador de UA , DW Griffith. Schenck, que había sido accionista de UA desde hacía más de diez años, renunció a United Artists en protesta por el destrato a 20th Century y a Zanuck; inició así conversaciones con otros distribuidores, lo que le llevó a tratar, a comienzos de 1935, con Fox Film Corporation, que estaba en bancarrota.
Twentieth Century Pictures se fusionó con Fox Studios en 1935 para formar 20th Century-Fox (ahora 20th Century Studios, el guion fue eliminado en 1985). Por muchos años, 20th Century Fox afirmó haber sido fundada en 1915 (por ejemplo, en 1945 celebró su 30 aniversario). Sin embargo, en los últimos años se estableció que el año de su fundación es el de la fusión de 1935.

## Filmografía
| Fecha de estreno        | Película                      |
| ----------------------- | ----------------------------- |
| 7 de octubre de 1933    | The Bowery                    |
| 2 de noviembre de 1933  | Broadway Through a Keyhole    |
| 17 de noviembre de 1933 | Blood Money                   |
| 1 de diciembre de 1933  | Advice to the Lovelorn        |
| 7 de diciembre de 1933  | Gallant Lady                  |
| 19 de enero de 1934     | Moulin Rouge                  |
| 29 de enero de 1934     | Looking for Trouble           |
| 7 de abril de 1934      | The House of Rothschild       |
| 28 de abril de 1934     | The Last Gentleman            |
| 18 de mayo de 1934      | Born to Be Bad                |
| 15 de agosto de 1934    | Bulldog Drummond Strikes Back |
| 24 de agosto de 1934    | The Affairs of Cellini        |
| 23 de diciembre de 1934 | The Mighty Barnum             |
| 25 de enero de 1935     | Clive of India                |
| 22 de febrero de 1935   | Folies Bergère                |
| 20 de abril de 1935     | Les Misérables                |
| 28 de abril de 1935     | Cardinal Richelieu            |
| 9 de agosto de 1935     | The Call of the Wild          |
| 15 de noviembre de 1935 | Thanks a Million              |
| 6 de diciembre de 1935  | Show Them No Mercy!           |
| 10 de abril de 1936     | A Message to Garcia           |
| 17 de abril de 1936     | Folies Bergère de Paris       |